# Санту-Антан (Кабо-Верде)
Санту-Антан (порт. Santo Antão, св. Антоній) — другий за величиною острів Кабо-Верде.
Протяжність острова — близько 43 км в довжину, 24 км в ширину. Площа — 779 км². Населення — 47 124 особи. Найбільше місто — Рібейра-Гранді.

## Географія
З північного сходу на південний захід острова тягнеться гірський ланцюг, яка закінчується згаслим вулканом Короа (порт. Topo de Coroa) висотою 1979 м. Вінчають гірський ланцюг ще два піки — Піку-да-Круш (порт. Pico da Cruz, «вершина хреста»), 1814 м, на північному сході і Гуїду-ду-Кавалейру (порт. Guido do Cavaleiro), 1811 м, на південному сході. Гірський ланцюг привертає до себе мандрівників, художників, фотографів і всіх любителів екзотики. Підтвердженням вулканічного минулого острова є добре збережений кратер Кова (порт. Cova, «гніздо»).
Через ерозії по острову проходять глибокі потоки, а піки й вершини гір гострі.
Найпівнічніша точка острова — мис Сол, на сході острів вінчає мис Тумба, на півдні — мис Песа і західний край — мис Шан-де-Манграде. Острів має дуже мальовничю берегову лінію, частину якої стерто вітрами й хвилями, проте зустрічаються чудові пляжі, наприклад, Praia Formosa.
Клімат різноманітний: сухий на півдні, прохолодний в центральній частині на висоті 1000 м над рівнем моря, і вологий на північному сході. Так само різноманітна й природа: південь посушливий і покритий трав'янистими рослинами, а центральна частина і північний схід рясніють кипарисами, евкаліптами й соснами.